# 現代雅楽
現代雅楽（げんだいががく）は、日本古代の伝統音楽である雅楽の編成および一部の楽器を用いて現代に新しく作られた現代音楽である。

## 新作雅楽
国立劇場では、雅楽の編成のための新しい作品を現代の国内外の作曲家に委嘱し、演奏している。国立劇場以外の民間でも同様の試みが行われている。特に武満徹の「秋庭歌一具」（1973年 - 1979年）は優秀な解釈により頻繁に演奏され、現代雅楽の欠かせないレパートリーとなっている。

### 現代雅楽の主な作品
- 武満徹 「秋庭歌一具」（最初「秋庭歌」が作られ、後に5曲を加えて「一具」とした）
- 芝祐靖
  - 「招杜羅紫苑」
  - 「一行の賦」
  - 「呼韓邪單于」
  - 「巾下輪説」
  - 「瀬見の秘曲づくし」
- 黛敏郎 「昭和天平楽」
- 一柳慧
  - 廻然楽
  - 往還楽
  - 伶楽交響曲「闇を熔かして訪れる影」
  - 伶楽交響曲第2番 「日月屏風一雙 虚諧」
- 石井眞木 「紫響」（オーケストラと一緒に演奏することも可能。その場合の題名は「遭遇II」）
- 菅野由弘 「月の位相」
- 細川俊夫
  - 「東京1985」 （雅楽編成でベートーヴェンの第九交響曲を演奏するなどコラージュ的要素の強い作品）
  - 「観想の種子」 （聲明を取り入れた作品。旧版と新版がある）
  - 「夜明けの庭」
- 三宅榛名 「とき見るごとに」
- 吉松隆 「鳥夢舞」
- 猿谷紀郎 「凛刻」
- 権代敦彦 「彼岸の時間」
- カールハインツ・シュトックハウゼン 「暦年 Der Jahreslauf」

（後に、彼が約30年かけて2003年に完成させた、上演に7日を要する長大オペラ「光(Licht)」の一部とした。この雅楽の『暦年』はその作曲過程の最初にあたる作品である。スコア冒頭の指示では西洋楽器での演奏でも可能とされる。）
- 西村朗 「夢幻の光」
- 池辺晋一郎 「桜樹峨峨」
- 湯浅譲二 「ミュージック・フォー・コズミック・ライト」

など

## 雅楽楽器を含む現代音楽
洋楽（クラシック）系の現代音楽において、雅楽の楽器、特に笙は国内外の作曲家によって頻繁に使用されている。最近では、ヘルムート・ラッヘンマン（ドイツ）のオペラ「マッチ売りの少女」の中でも使用された。その他外国の作曲家では主にドイツ語圏を中心にクラウス・フーバー（スイス）、ロバート・HP・プラッツ（ドイツ）、ジョン・ケージ（アメリカ）、ポール・メファノ（フランス）などが好んで使用している。もちろん日本の作曲家にも使用例が多い。
これら現代音楽における笙など雅楽楽器の演奏は、雅楽のみならず現代音楽においても深い解釈を持つ奏者の存在が欠かせない。笙の多忠麿（おおの・ただまろ）、宮田まゆみ、石川高、龍笛の芝祐靖（しば・すけやす）、篳篥の中村仁美などが特に挙げられる。

### 雅楽楽器を用いた現代音楽の作品
- 武満徹
  - 笙とオーボエのための「ディスタンス」
  - 笙とオーケストラのための「セレモニアル」
  - 琵琶、尺八とオーケストラのための「ノヴェンバー・ステップス」（当曲の演奏に用いるのは琵琶、尺八ともに近世の楽器であり、それぞれ雅楽の楽器とは異なる。雅楽尺八は存在するが一般的な編成ではなく怜楽に属するものである）
- 松平頼則
  - モノ・オペラ「源氏物語」
- 高橋悠治
  - ヴァイオリンと箜篌のための「Insomnia 眠れない夜」
  - 笙のための「双調輪舌」
- 石井真木
  - バレエ「輝夜姫」
  - 笙とチェロのための「Musik für Shō und Violoncello」
- 一柳慧
  - 笙のための「星の輪」
  - 尺八と弦楽オーケストラのための「共存」
  - 箏協奏曲「始原」
  - （ほか多数）
- 細川俊夫
  - 笙とハープのための「うつろひ」
  - 笙と室内オーケストラのための「うつろひ・なぎ」
  - 「鳥たちの時代」（笙を中心としていくつかの版がある）
  - 笙と弦楽四重奏のための「ランドスケープV」
- ロバート・HP・プラッツ
  - 笙のための「線香花火」
- ヘルムート・ラッヘンマン
  - オペラ「マッチ売りの少女」
- 伊藤弘之
  - 笙とリコーダーのための「冬の庭にたたずむ時」
- 山口淳
  - 笙と6人の奏者のための「風の廻る庭第1番」
  - 笙とヴァイオリンのための「風の廻る庭第2番」
- 渡辺俊哉
  - 笙とリコーダーのための「Border II」
- 増本伎共子
  - 笙と尺八のための「月」
- 真鍋尚之
  - 笙のための「呼吸 II」
  - 笙と十七絃のための「ソナタ」
- 清水チャートリー
  - 笙とヴィオラのための「Mimi Spelunking」
  - 笙トリオのための「クレイジー塩梅」

## 雅楽に着想を得た現代音楽
雅楽の楽器を用いず西洋楽器のみによる編成でも、雅楽の音楽構造に着想を得て作曲された作品は多い。
まず近代では、近衛秀麿が1931年に「越天楽」をオーケストラ用に編曲した。これは創作的な意図は含まず雅楽の旋律や音色を忠実にオーケストラで再現したもので、指揮者レオポルド・ストコフスキーによっても度々演奏された。
現代においては多数の作曲家が雅楽から着想を得ているが、まず第一に挙げられる例としては、松平頼則が雅楽に着想を得た作風を基本としながらもセリー技法や不確定性など当時の前衛的な技法を取り入れた多数の創作を手がけ、オリヴィエ・メシアンやピエール・ブーレーズにも影響を与えた。
オリヴィエ・メシアンは日本旅行の印象をまとめた小管弦楽のための「7つの俳諧」を作曲した。その中の第4曲に「雅楽」と題した楽章があり、小管弦楽アンサンブルによって雅楽の音色が模倣される。
若い世代としては、望月京が自作について雅楽の反復語法より着想を得たと述べている。

## ジャズ、ポップスなど
ポップスの分野では篳篥の東儀秀樹が、篳篥の音色を生かしたポピュラー音楽の編曲および自作を演奏し、メディアにも頻繁に出演するなど、雅楽のイメージを一新し一般に紹介している。
ごく一部ではあるが、ジャズに雅楽楽器を取り入れ共演する場合もある。
また東儀の他に、雅楽器も用いた演奏集団「MAHORA」、音楽理論の分析・研究に重点を置き現代的雅楽曲を創作する、芸術団体「天地雅楽」、
雅楽器や和楽器を用いて雅楽のアレンジ曲や、ポピュラー音楽に並ぶような親しみのもてる演目を多く演奏する「トラロ会」などがある。